# Xia Gui
Xia Gui, imię publiczne: Yuyu, chiń. 禹玉, ur. w Lin’an (dzis. Hangzhou), floruit ok. 1195–ok. 1235 – chiński malarz związany z dworem Południowej dynastii Song (1127–1279).
Był członkiem Akademii Malarskiej na dworze cesarzy Ninzonga (1194–1224) i Lizonga (1225–1264). Obok Ma Yuana jest uważany za najwybitniejszego malarza epoki Song, zaś stworzony przez nich „styl Ma–Xia” „stał się nazwą opisującą nie tylko ich własne dzieła, ale całą estetykę”. Ich twórczość cechuje obowiązująca w ówczesnej epoce zasada jedności malarstwa, poezji i kaligrafii, asymetryczna kompozycja oraz posługiwanie się ostro zagiętymi liniami, które dodawały obrazom dramatyzmu.
Malował głównie zwoje poziome przedstawiające rozległe panoramy, w których istotną rolę odgrywały szeroko rozlane wody. Mistrzowsko posługiwał się tuszem – za pomocą ciemnych, nasyconych tonów, umiejętnie stosując i zestawiając odcienie uzyskiwał efekty mgły, deszczu, czy oddalających się niewyraźnych konturów krajobrazu. Stosował również technikę gęsto stawianych kresek, przypominających „cięcia topora” (fupi can), przejętą od Li Tanga. Jego styl cechuje prostota i swoboda asymetrycznej kompozycji, często diagonalnej i skupionej w jednej części obrazu. Jego krajobrazy zamieszkują niewielkie postacie podróżników, rybaków, uczonych i kapłanów, być może podobnych do tych z jego portretów, które jednak nie przetrwały. Inne skrótowe formy obejmują most, łódź, bramę, wioskę lub świątynię; Xia słynął ze swojej zdolności do rysowania form architektonicznych bez użycia linijki.
Ze względu na niezliczonych naśladowców i kopistów autentyczność obrazów zachowanych pod jego imieniem jest dzisiaj kwestionowana. Być może są one w rzeczywistości jedynie echem jego prawdziwej twórczości. Do tych najsłynniejszych należy Pejzaż z rzeką (Narodowe Muzeum Pałacowe), „który mógłby być niemal pokazowym przykładem formalnej charakterystyki Songowskiego pejzażu, ze swoją przejrzystą strukturą bliskiego, umiarkowanego i dalekiego dystansu, kilkoma uważnie zmieniającymi się motywami oraz swoim pięknie szybkim, zniuansowanym oddaniem skał i roślinności”. Xia Gui był znany z tego typu obrazów z wędrującym punktem widzenia – w tym przypadku posuwającym się wraz z biegiem rzeki, co pozwoliło mu na przedstawienie typowych krajobrazów w jednym ciągu kompozycyjnym i stworzenie pejzażu ciągnącego się bez końca, tak jakby żaden zwój nie był w stanie unieść jego wizji.  
Jego inny słynny zwój to Dwanaście widoków z krytej strzechą chatki, zachowany w czterech kopiach, w tym najsłynniejszej, znajdującej się w Nelson-Atkins Museum of Art (zobacz ilustracja). Możemy na nim obserwować następujące po sobie wieczorne sceny zapadającego dnia. Mamy tu zatem zarówno dzikie gęsi nad dalekimi górami, łódź obsługująca przeprawę, która powraca do mglistej wioski, rybaka grającego na flecie, jak i zamglony przy wieczornym cumowaniu brzeg rzeki. Wyblakłe, odległe formy krajobrazu ustępują ciemniejącym kształtom nocy w miarę jak światło stopniowo znika i zwój zmierza ku końcowi. Nie ma tu żadnej próby zarysowania horyzontu – niebo zlewa się z wodą i niepotrzebne jest oddzielanie ich od siebie, co jest jedną z charakterystycznych cech tego malarstwa. W swojej oryginalnej formie zwój pozwalał na przejście przez kolejnych dwanaście godzin dnia, od rana do nocy. 